# ولاية العهد في سلطنة عمان
ولي عهد سلطنة عمان هو الخليفة المعين لسلطان عمان، يتولى ولي العهد السلطة بأداء اليمين أمام السلطان. هذا النظام بموجب المادة (10) من النظام الأساسي للدولة. في غياب السلطان يتولى ولي العهد السلطة.
في 12 يناير 2021، استحدث سلطان هيثم بن طارق عمان منصب ولي العهد بموجب مرسوم سلطاني عدل النظام الأساسي للسلطنة. مما جعل ذي يزن بن هيثم الابن الأكبر للسلطان الوريث وأول ولي عهد لسلطنة عمان.

## القائمة
| ولي العهد              | تاريخ الميلاد                 | تاريخ الوفاة | فترة      | في عهد السلطان |
| ---------------------- | ----------------------------- | ------------ | --------- | -------------- |
| ذي يزن بن هيثم آل سعيد | 21 أغسطس 1990 (العمر 33 عامًا) |              | (2021 – ) | هيثم بن طارق   |